# Trade Centre 1
Trade Centre 1 (in arabo  المركز التجاري الأولى‎?), o Trade Center First , è un quartiere (o comunità) di Dubai, negli Emirati Arabi Uniti. Si trova nell'area centrale di Bur Dubai.

## Territorio
Il territorio si sviluppa su un'area di 0,8 km² sul lato occidentale della Sheikh Zayed Road (anche conosciuta come E11), fra la rotonda del Trade Center e lo svincolo di Al Safa Road/Financial Centre Road verso Downtown Dubai.
Questo quartiere ha una vocazione prettamente finanziaria e commerciale ed è costituito quasi interamente da grattacieli che ospitano hotel e uffici di grandi aziende e multinazionali, residenze di lusso, banche e centri commerciali, che costituiscono, insieme al quartiere gemello Trade Center 2, un insieme unico. Una strada locale, la 15th Street, collega i due quartieri passando sotto la Sheikh Zayed Road.
Importanti punti di riferimento nel Trade Center 1 includono (da nord a sud): 
- Monarch Office Tower;[4]
- Burj Al Salam (anche conosciuto come Sheraton Grand);[5]
- Duja Tower;[6]
- Sama Tower;[7];
- Fairmont Dubai (detto anche Park Plaza Hotel & Towers);[8]

- Conrad Dubai;[9]
- API World Tower (detta anche Al Ali Tower);[10]
- Park Place;[11]
- Acico Twin Towers (ovvero Nassima Tower e Radisson Royal Hotel Dubai);[12]
- Saeed Tower 1;[13]
- Latifa Tower;[14]
- HHHR Tower (detto anche Blue Tower), che con i suoi 318 metri è il grattacielo più alto del quartiere;
- Khalid Al Attar Tower 2 (detto anche Millennium Hotel);[15]
- Saeed Tower 2;[16];
- Four Points by Sheraton;[17]
- Union Tower;[18]
- Chelsea Tower;[19]
- AMA Tower (anche detta A Tower);[20]
- ASPIN Tower (anche detta Sheikh Ahmed Tower);[21]
- Shangri-La Hotel;[22]
- Al Kharbash Tower.[23]

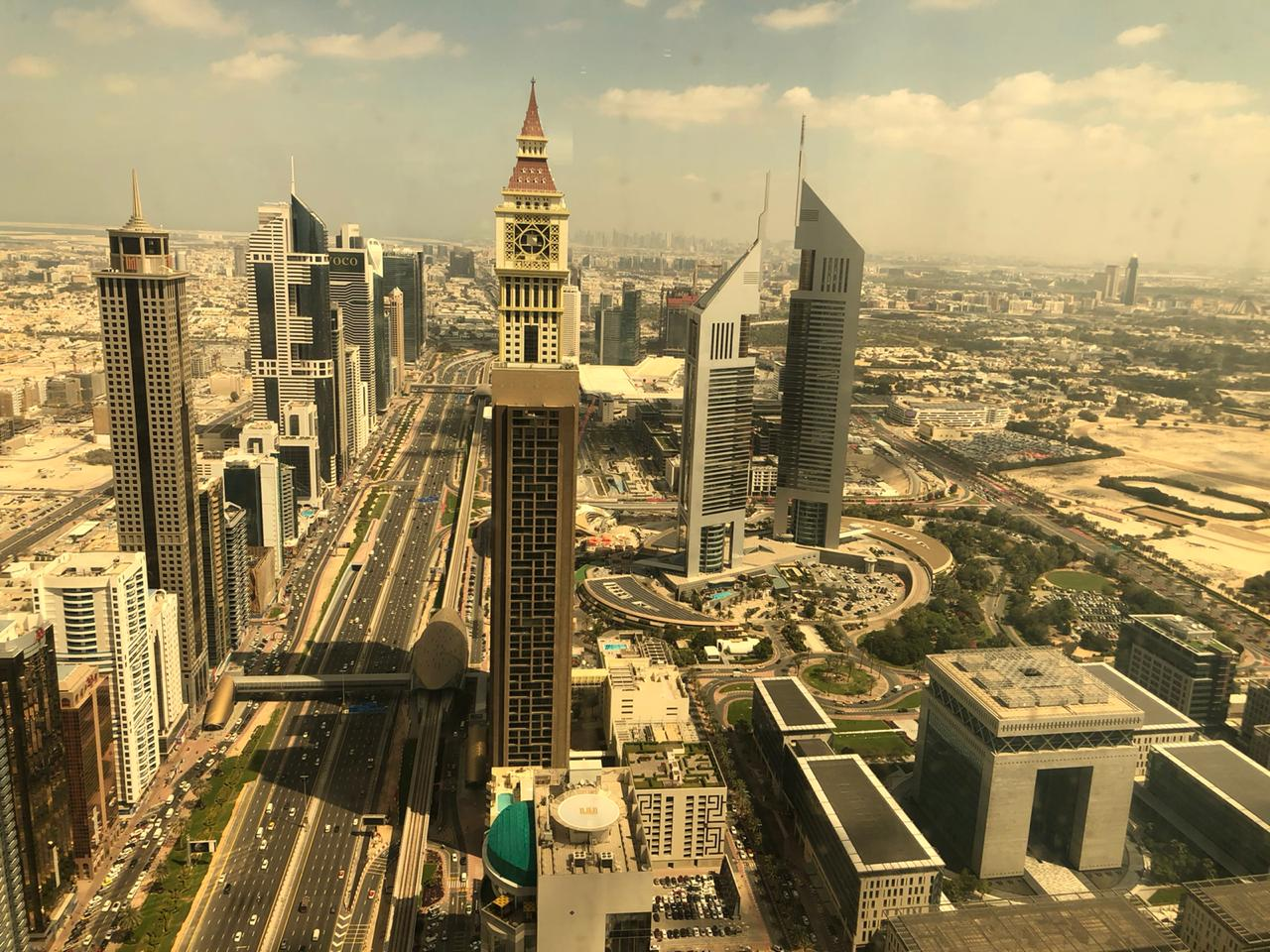
Sheikh Zayed Road. A sinistra Trade Center 1, a destra Trade Center 2

Il quartiere è servito dalla Linea Rossa delle Metropolitana di Dubai, che attraversa tutto il quartiere scorrendo su un viadotto che segue il percorso della Sheikh Zayed Road. Lungo il tragitto ci sono tre fermate  nelle stazioni chiamate: World Trade Centre, Emirates Towers e Financial Centre, che sono accessibili tanto dal lato occidentale del  Trade Centre 1 che dal lato orientale del  Trade Centre 2.